# Катастрофа Як-42 под Ярославлем
Катастрофа Як-42 под Ярославлем — авиационная катастрофа, произошедшая в среду 7 сентября 2011 года. Авиалайнер Як-42Д авиакомпании «Як Сервис» совершал международный чартерный рейс AKY 9633 по маршруту Ярославль—Минск, но во время взлёта выкатился за пределы взлётной полосы, во время набора высоты задел левым крылом (на высоте 5 метров) здание радиомаяка, врезался в берег реки Туношонки, разрушился и сгорел. На борту лайнера находился ярославский хоккейный клуб «Локомотив», который летел в Минск на стартовый матч очередного сезона КХЛ, где должен был сыграть с местным «Динамо». В катастрофе погибли 44 человека.
В 15:58:36 MSK в простых метеоусловиях самолёт начал разбег по взлётной полосе ярославского аэропорта Туношна, во время разбега выкатился за пределы ВПП и произвёл взлёт с грунта в 400 метрах за её торцом. Полёт длился несколько секунд — в 15:59 лайнер набрал высоту не более 5-6 метров, затем левым крылом столкнулся с радиомаяком, врезался в землю на берегу реки Туношонка (недалеко от её впадения в Волгу), разрушился и сгорел. Часть обломков и хвостовая часть упали в ложбину Туношонки.
Из находившихся на борту самолёта 45 человек (37 пассажиров и 8 членов экипажа) выжили 2 — 1 член экипажа (инженер по авиационному и радиотехническому обслуживанию Александр Сизов) и 1 пассажир (хоккеист Александр Галимов), который через 5 дней умер в больнице от полученных ранений, болевого шока и критического состояния тела; остальные 43 человека погибли непосредственно на месте катастрофы. В связи с гибелью основного состава «Локомотив (Ярославль)» снялся с розыгрыша Континентальной хоккейной лиги (КХЛ) в сезоне 2011/12.
Официальное расследование причин катастрофы проводил Межгосударственный авиационный комитет (МАК). Непосредственной причиной катастрофы были названы ошибочные действия экипажа — нажатия кем-то из пилотов на тормозные педали во время разбега самолёта по ВПП.

## Самолёт
Як-42Д (регистрационный номер RA-42434, заводской 4520424305017, серийный 17-05) был выпущен Саратовским авиационным заводом 1 октября 1993 года. Находился в федеральной собственности и принадлежал на правах хозяйственного ведения Государственному космическому центру имени М. В. Хруничева, у которого 24 сентября 2009 года и был взят в лизинг авиакомпанией «Як Сервис». До «Як Сервис» самолёт эксплуатировался авиакомпаниями: «Орёл Авиа (Универсал)» (c 21 июня 1993 года по 18 апреля 1997 года), «Быково Авиа» (с 18 апреля 1997 года по 10 марта 2000 года), «Центр-Авиа» (с 10 марта 2000 года по 18 января 2002 года), «ФГУ АП „МЧС“» (с 18 января по 10 октября 2002 года), «Шар Инк ЛТД» (с 10 октября 2002 года по 30 ноября 2004 года), «Аэро Рент» (с 30 ноября 2004 года по 23 августа 2007 года), с 23 августа 2007 года по 24 сентября 2009 года находился на хранении, принадлежав ООО «Галактика». Срок действия сертификата лётной годности самолёта истекал 1 октября 2013 года. 16 августа 2011 года в Казани самолёт прошёл плановое техническое обслуживание, никаких неполадок обнаружено не было. Оснащён тремя двухконтурными турбовентиляторными двигателями Д-36 производства ЗМКБ «Прогресс» имени А. Г. Ивченко. На день катастрофы 17-летний авиалайнер совершил 3112 циклов «взлёт-посадка» и налетал 6490 часов (что почти в 2 раза меньше назначенного ресурса в 12 000 часов).
Самолёт был окрашен в сине-белый цвет, на борта была нанесена надпись «ПРОТОН», являющаяся рекламой ракеты-носителя, выпускаемой ГКНПЦ имени М. В. Хруничева. На момент катастрофы самолёт эксплуатировался в специальной компоновке на 73 места: первый салон 1 класса на 13 мест и второй салон экономкласса на 60 мест. Борт RA-42434 использовался для авиаперевозок в интересах Космического центра имени М. Хруничева, а также выполнял чартерные рейсы. Ярославский «Локомотив» до катастрофы летал именно этим самолётом, совершив на нём 27 августа 2011 года предыдущий перелёт по маршруту Рига—Москва с победного для команды Кубка ЛЖД.
Всего у авиакомпании «Як Сервис» имелось в наличии 7 самолётов типов Як-40 и Як-42Д (авиакомпания прекратила деятельность в 2011 году).

## Экипаж
Самолётом управлял опытный экипаж, состав которого был таким:
- Командир воздушного судна (КВС) — 44-летний Андрей Анатольевич Соломенцев. Опытный пилот, проработал в авиакомпании «Як Сервис» 11 лет (c 1994 по 2002 годы и с ноября 2007 года). Управлял самолётом Як-40 (с 1992 года, с 1995 года в качестве КВС). В должности командира Як-42 — с 26 февраля 2010 года (до этого (с 1996 года) управлял им в качестве второго пилота); с 1996 по 2010 годы совмещал полёты на Як-40 и Як-42. Налетал 6954 часа, 1525 из них на Як-42 (709 из них в качестве КВС, 228 из них в качестве КВС-стажёра).
- Второй пилот — 49-летний Игорь Константинович Жевелов. Очень опытный пилот, проработал в авиакомпании «Як Сервис» 7 лет и 1 месяц (с июля 2004 года). С 2006 по 2009 годы был заместителем генерального директора по организации лётной работы. Большую часть своей карьеры управлял самолётом Як-40, в том числе в качестве КВС-инструктора. В должности второго пилота Як-42 — с 27 декабря 2007 года; с 2007 по 2011 годы совмещал полёты на Як-40 и Як-42, в том числе (с июля 2011 года) являлся командиром звена Як-40 авиакомпании «Як Сервис». Налетал 13 492 часа, 613 из них на Як-42.
- Бортмеханик — 42-летний Сергей Валерьевич Журавлёв. Проработал в авиакомпании «Як Сервис» 1 год и 5 месяцев (с апреля 2010 года). До 2004 года работал авиатехником наземного обслуживания, затем переучился на бортмеханика Як-42 и с 19 января 2006 года выполнял самостоятельные полёты в этой должности. Налетал 568 часов, все на Як-42[8].

В данном составе лётный экипаж был сформирован незадолго до катастрофы и успел совершить только два рейса.
В салоне самолёта работали три стюардессы:
- Елена Александровна Сарматова, 29 лет.
- Надежда Музафаровна Максумова, 37 лет.
- Елена Михайловна Шалина, 27 лет.

Для обслуживания самолёта в транзитных портах на борту находились 2 служебных пассажира — инженеры наземного обслуживания авиакомпании «Як Сервис» Владимир Юрьевич Матюшкин и Александр Борисович Сизов, занимавшие места в последнем ряду.

## Катастрофа

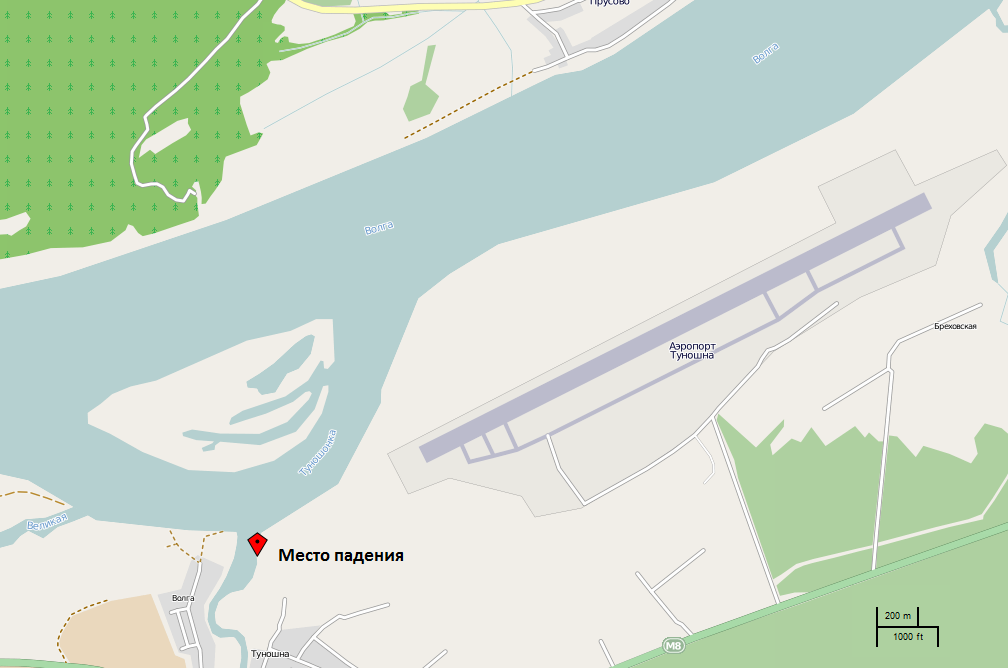
Место падения рейса 9633

7 сентября 2011 года Як-42Д борт RA-42434 выполнил перегоночный рейс AKY 9634 из базового аэропорта Внуково-3 (Москва) в аэропорт Туношна, произведя посадку в аэропорту Ярославля в 15:07 MSK (11:07 UTC). После получения пилотами метеоконсультации в аэропорту, посадки пассажиров, погрузки багажа, смены номера рейса на AKY 9633 и проведения необходимых мероприятий по обслуживанию самолёта, в 15:55 MSK (11:55 UTC) самолёт начал выруливание на взлётную полосу № 23.
Взлёт выполнялся с магнитным курсом 233° в простых метеоусловиях (ветер северный 360°, 3 м/сек, видимость 10 километров, облачность значительная слоисто-кучевая с высотой нижней границы 1000 метров, температура воздуха +18 °C). Фактический отрыв самолёта произошёл с поверхности грунта на удалении 400 метров от торца ВПП, за её пределами; максимальная высота, которую набрал самолёт — 5–6 метров. В 15:59:54, через 1 минуту и 18 секунд с начала разгона по ВПП, лайнер задел левым крылом радиомаяк антенной системы курсового радиомаяка (КРМ), расположенной в 435 метрах от торца ВПП и имеющей высоту около 3 метров, с контейнером КРМ, затем с интенсивным креном влево столкнулся с основанием огней подхода (светосигнальная система аэродрома) и деревьями и врезался в землю примерно в 600 метрах от торца ВПП, полностью разрушился и сгорел. Основная часть фрагментов самолёта была разбросана на расстоянии 800—900 метров от торца взлётной полосы, другая часть обломков (включая относительно уцелевшую хвостовую часть лайнера) упала в реку Туношонка.
На борту самолёта находились 45 человек — 8 членов экипажа и 37 пассажиров. 43 человека (7 членов экипажа и 36 пассажиров) погибли сразу (39 от мгновенных механических повреждений тела, 3 от утопления и 1 от термических повреждений тела), 2 выживших — 1 пассажир (хоккеист Александр Галимов) и 1 член экипажа (инженер по авиационному и радиоэлектронному оборудованию Александр Сизов) — были госпитализированы; оба, сидевшие в последнем ряду, не были пристёгнуты ремнями безопасности и благодаря этому после падения самолёта оказались выброшены в реку Туношонка. Хоккеиста подобрали дежурившие неподалёку на катере сотрудники отряда особого назначения УТ МВД России по СЗФО; Галимов был в сознании, смог сам выбраться из горящего самолёта и назвал свою фамилию сотрудникам полиции. 12 сентября Александр Галимов скончался в НИИ имени А. В. Вишневского. Александра Сизова, который также в первые минуты после катастрофы был в сознании и также смог сам выбраться из-под обломков лайнера, забрал автомобиль «скорой помощи».
Матч на Кубок открытия КХЛ, проходивший 7 сентября в Уфе между местной командой-чемпионом «Салават Юлаев» и «Атлантом», занявшим в предшествующем году второе место, после получения информации о авиакатастрофе в Ярославле был остановлен, а затем отменён. 12 сентября эти же команды разыграли трофей под новым названием — Кубок «Локомотива».
В ликвидации последствий катастрофы участвовали 44 единицы спецтехники и 103 человека, в том числе специалисты Главного управления МЧС РФ. Все тела жертв катастрофы были найдены к утру 8 сентября.

## Погибшие и раненые

### Хоккейная команда «Локомотив» (Ярославль)
На борту находился основной состав хоккейной команды «Локомотив». Игроки направлялись в Минск, где на следующий день была назначена игра с местным «Динамо» — первый матч «Локомотива» в сезоне Континентальной хоккейной лиги 2011-2012.

#### Игроки
| ФИО               | Возраст | Позиция    | Гражданство       | Судьба               |
| ----------------- | ------- | ---------- | ----------------- | -------------------- |
| Стефан Лив        | 30 лет  | Вратарь    | Швеция            | Погиб                |
| Александр Вьюхин  | 38 лет  | Вратарь    | Россия / Украина  | Погиб                |
| Виталий Аникеенко | 24 года | Защитник   | Россия / Украина  | Погиб                |
| Михаил Баландин   | 31 год  | Защитник   | Россия            | Погиб                |
| Роберт Дитрих     | 25 лет  | Защитник   | Германия / Россия | Погиб                |
| Марат Калимулин   | 23 года | Защитник   | Россия            | Погиб                |
| Карел Рахунек     | 32 года | Защитник   | Чехия             | Погиб                |
| Руслан Салей      | 36 лет  | Защитник   | Беларусь          | Погиб                |
| Карлис Скрастиньш | 37 лет  | Защитник   | Латвия            | Погиб                |
| Павел Траханов    | 33 года | Защитник   | Россия            | Погиб                |
| Юрий Урычев       | 20 лет  | Защитник   | Россия            | Погиб                |
| Максим Шувалов    | 18 лет  | Защитник   | Россия            | Погиб                |
| Александр Галимов | 26 лет  | Нападающий | Россия            | Скончался в больнице |
| Александр Васюнов | 23 года | Нападающий | Россия            | Погиб                |
| Йозеф Вашичек     | 30 лет  | Нападающий | Чехия             | Погиб                |
| Павол Демитра     | 36 лет  | Нападающий | Словакия          | Погиб                |
| Александр Калянин | 23 года | Нападающий | Россия            | Погиб                |
| Андрей Кирюхин    | 24 года | Нападающий | Россия            | Погиб                |
| Никита Клюкин     | 21 год  | Нападающий | Россия            | Погиб                |
| Ян Марек          | 31 год  | Нападающий | Чехия             | Погиб                |
| Сергей Остапчук   | 21 год  | Нападающий | Россия / Беларусь | Погиб                |
| Павел Снурницын   | 19 лет  | Нападающий | Россия            | Погиб                |
| Даниил Собченко   | 20 лет  | Нападающий | Россия / Украина  | Погиб                |
| Иван Ткаченко     | 31 год  | Нападающий | Россия            | Погиб                |
| Геннадий Чурилов  | 24 года | Нападающий | Россия            | Погиб                |
| Артём Ярчук       | 21 год  | Нападающий | Россия            | Погиб                |

Александр Галимов, после катастрофы госпитализированный в крайне тяжёлом состоянии с ожогами, по разным данным, 80 или 90 % процентов тела, умер 12 сентября, через 5 дней после катастрофы.
Юрий Урычев не мог сыграть в Минске из-за травмы и дисквалификации, но тем не менее решил присоединиться к летевшей в Минск команде, желая поддержать партнёров.
Вместо Александра Калянина на матч должен был лететь другой нападающий — Максим Зюзякин, но незадолго до рейса выяснилось, что Калянин оправился от травмы, и Зюзякина решили не брать на матч.

#### Тренерский штаб
| ФИО                 | Возраст | Должность                       | Гражданство      | Судьба |
| ------------------- | ------- | ------------------------------- | ---------------- | ------ |
| Брэд Маккриммон     | 52 года | главный тренер                  | Канада           | Погиб  |
| Александр Карповцев | 41 год  | тренер                          | Россия           | Погиб  |
| Игорь Королёв       | 41 год  | тренер                          | Россия / Канада  | Погиб  |
| Николай Кривоносов  | 31 год  | тренер по физической подготовке | Беларусь/ Россия | Погиб  |

Тренера вратарей Йорму Валтонена Брэд Маккриммон попросил остаться в Ярославле и поработать с молодёжной командой «Локомотива».

#### Персонал
| ФИО               | Возраст | Должность     | Гражданство | Судьба |
| ----------------- | ------- | ------------- | ----------- | ------ |
| Андрей Зимин      | 49 лет  | врач          | Россия      | Погиб  |
| Юрий Бахвалов     | 47 лет  | массажист     | Россия      | Погиб  |
| Александр Беляев  | 48 лет  | массажист     | Россия      | Погиб  |
| Евгений Куннов    | 31 год  | массажист     | Россия      | Погиб  |
| Вячеслав Кузнецов | 27 лет  | массажист     | Россия      | Погиб  |
| Владимир Пискунов | 52 года | администратор | Россия      | Погиб  |
| Евгений Сидоров   | 43 года | методист      | Россия      | Погиб  |

### Экипаж самолёта
Экипаж состоял из восьми человек:
| ФИО                           | Должность | Судьба  |
| ----------------------------- | --- | ------- |
| Андрей Анатольевич Соломенцев | Командир воздушного судна (КВС)                                                                                                | Погиб   |
| Игорь Константинович Жевелов  | Второй пилот | Погиб   |
| Сергей Валерьевич Журавлёв    | Бортмеханик | Погиб   |
| Елена Александровна Сарматова | Стюардесса | Погибла |
| Надежда Музафаровна Максумова | Стюардесса | Погибла |
| Елена Михайловна Шалина       | Стюардесса | Погибла |
| Владимир Юрьевич Матюшкин     | Инженер по наземному обслуживанию планера и двигателей. Находился в пассажирском салоне и членом экипажа не являлся.           | Погиб   |
| Александр Борисович Сизов     | Инженер по наземному обслуживанию радиоэлектронного оборудования. Находился в пассажирском салоне и членом экипажа не являлся. | Выжил   |

Александр Сизов был госпитализирован с ожогами 15 % тела, переломами обоих бёдер, свода черепа, рёбер и повреждениями грудной клетки. Первоначально его поместили в ярославскую больницу имени Соловьёва, главный врач которой утром 8 сентября оценил состояние Сизова как «стабильно тяжёлое». В тот же день Сизова и второго выжившего — Александра Галимова — перевезли в Москву на самолёте МЧС России. Сизова поместили в реанимационное отделение НИИ скорой помощи имени Н. В. Склифосовского и ввели в медикаментозный сон, чтобы он избежал шокового состояния.
12 сентября департамент здравоохранения Москвы сообщил, что жизнь Сизова вне опасности и он был переведён из реанимации в обычную палату института. Сообщалось, что Сизов получит единовременную материальную помощь в размере 500 000 рублей. После лечения Сизов работал авиатехником в ОКБ имени Яковлева в Жуковском.

## Реакция и память

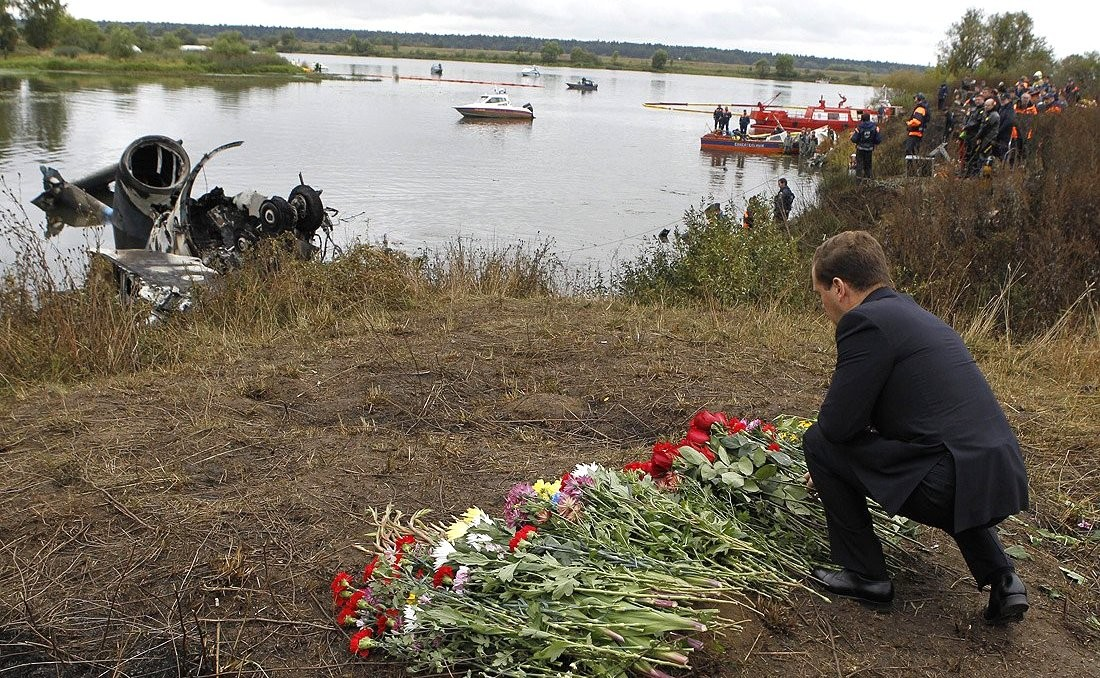
Президент России Дмитрий Медведев на месте катастрофы

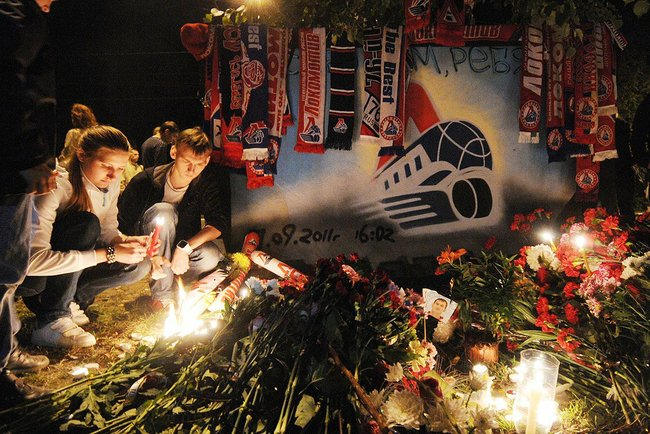
Стена памяти у «Арены 2000»

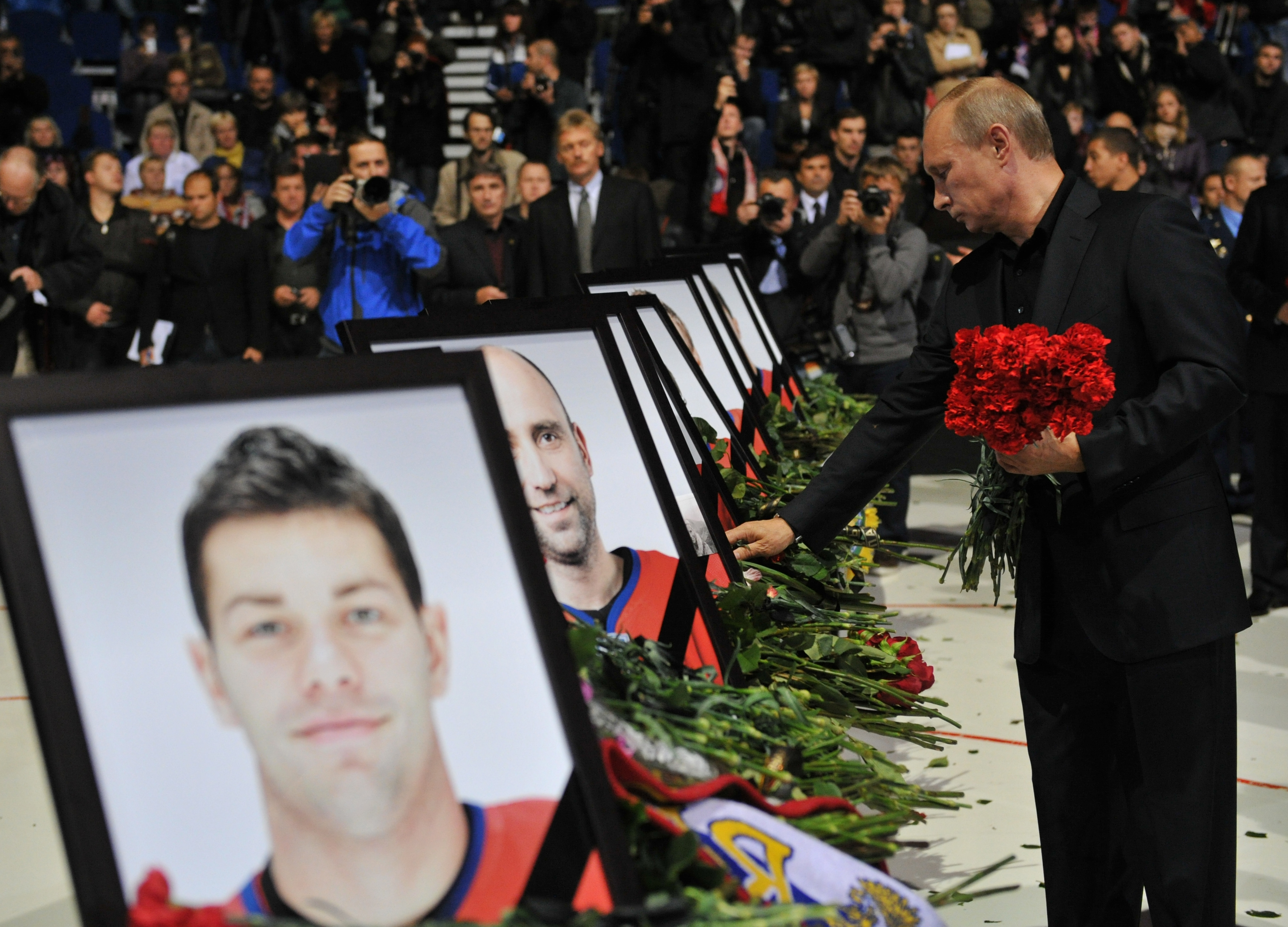
Премьер-министр России Владимир Путин на церемонии прощания с хоккеистами «Локомотива» на «Арене 2000»

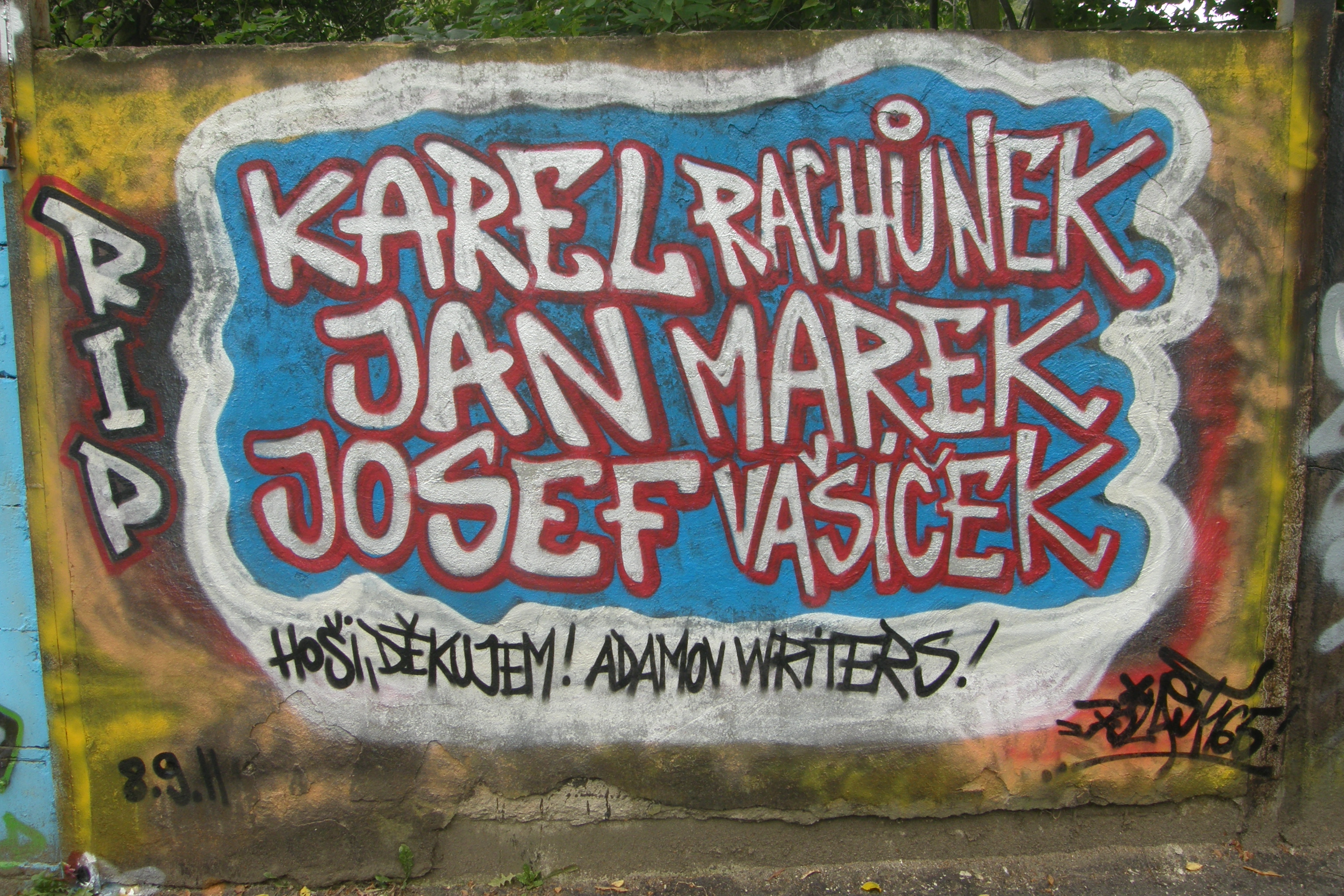
Граффити, посвящённое Карлу Рахунеку, Яну Мареку и Йозефу Вашичеку (Адамов, Чехия)

7 сентября в Уфе проходил матч открытия нового сезона Континентальной хоккейной лиги 2011-2012 — матч на «Кубок Открытия» между «Салаватом Юлаевым» (Уфа) и «Атлантом» (Мытищи). Когда пришла новость о гибели «Локомотива», на 15 минуте 1-го периода матч был остановлен, на лёд «Уфа-Арены» вышел президент КХЛ Александр Медведев и объявил о гибели ярославской команды.
Вечером 7 сентября в Ярославле прошла поминальная акция в честь погибших: люди собрались возле культурно-спортивного комплекса «Арена 2000», многие принесли цветы и свечи. По оценке одного из очевидцев, количество собравшихся составило от 10 до 12 тыс. человек. В число возложивших цветы к импровизированному мемориалу вошёл президент Татарстана и участник Мирового политического форума Рустам Минниханов.
Похожие массовые акции состоялись в Минске, куда направлялся «Локомотив» (Беларусь в клубе представляли игроки Руслан Салей и Сергей Остапчук, а также тренер по физической подготовке Николай Кривоносов), в Праге и Карловых Варах (оплакивали Йозефа Вашичека, Яна Марека и Карела Рахунека), Риге (почтили память Карлиса Скрастиньша), и в словацком Тренчине (в местном клубе «Дукла» два сезона провёл Павол Демитра).

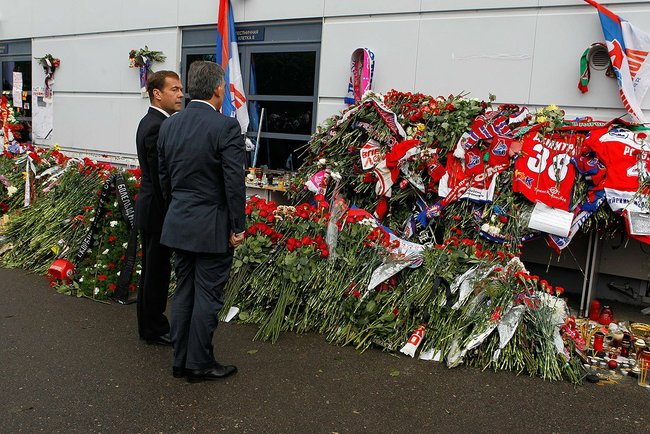
Дмитрий Медведев и Президент Турции Абдулла Гюль возлагают цветы у входа «Арены 2000»

Президент России Дмитрий Медведев предложил радикально уменьшить количество авиакомпаний, при этом особенно подчеркнул, что решение не касается случившейся трагедии и что слияния и ликвидации компаний, парк которых не превышает 20 самолётов, должны пройти в самое ближайшее время. Эксперты полагают, что такое решение приведёт к исчезновению бюджетных авиакомпаний и, соответственно, к увеличению стоимости перелётов в будущем. Также Президент высказался в пользу закупки зарубежных самолётов, даже в ущерб отечественному производителю.
В Ярославской области был объявлен траур с 9 по 11 сентября.
Старт чемпионата Континентальной хоккейной лиги 2011/2012 годов был перенесён на 12 сентября. До этого телеканал «КХЛ-ТВ» повторно транслировал матчи «Локомотива» двух предыдущих сезонов. Также канал провёл прямую трансляцию «Вечера-реквиема» по погибшим в катастрофе, который состоялся в Минске вечером 8 сентября.
9 сентября началась выплата страховых компенсаций семьям погибших пассажиров самолёта. Размер страхового возмещения составит 2 025 000 рублей за каждого погибшего. Кроме того, семьи погибших должны получить по 300 000 рублей из бюджета Ярославской области и по 150 000 рублей — из бюджета Ярославля.
10 сентября в комплексе «Арена 2000» прошла церемония прощания с погибшими, на которой присутствовало около 100 000 человек. В этот же день на «Арене Омск» состоялась церемония прощания с погибшим вратарём Александром Вьюхиным, проведшим десять лет в омском клубе «Авангард». Его похоронили рядом с другим хоккеистом — Алексеем Черепановым, который, также будучи игроком «Авангарда», скончался 13 октября 2008 года от остановки сердца во время матча. Губернатор Омской области Леонид Полежаев пообещал оказать материальную помощь семье Вьюхина и за счёт бюджета установить памятник на его могиле.
11 сентября на Староместской площади Праги прошла церемония прощания с Карелом Рахунеком, Яном Мареком и Йозефом Вашичеком. Председатель Чешского хоккейного союза Томаш Крал сообщил, что игровые номера 4, 15 и 63, под которыми они выступали в сборной Чехии, будут закреплены за ними навечно.
На месте авиакатастрофы установили мемориал в честь погибших.
Президент Федерации хоккея России Владислав Третьяк заявил, что сборная России больше не будет пользоваться самолётами Як-42.
Президент России Дмитрий Медведев выразил соболезнования родным и болельщикам хоккеистов, погибших в авиакатастрофе, и изменил программу участия в Мировом политическом форуме. Утром 8 сентября Медведев в сопровождении губернатора Ярославской области Сергея Вахрукова посетил место катастрофы и возложил цветы на берегу реки Туношонки, рядом с фрагментами разбившегося самолёта.
Позже на совещании с участием Медведева Вахруков заявил, что семьи погибших игроков получат «очень значительные выплаты по контрактным обязательствам», а также что большое количество клубов изъявило желание помочь ярославскому «Локомотиву» и более 30 хоккеистов готовы перейти в «Локомотив», чтобы заменить погибших в его составе. 12 сентября Дмитрий Медведев провёл совещание с участием президента «Локомотива» Юрия Яковлева, министра спорта Виталия Мутко, губернатора Ярославской области Сергея Вахрукова, президента ОАО «Российские железные дороги» Владимира Якунина и руководителей КХЛ и ФХР, посвящённое дальнейшей судьбе ярославского «Локомотива».
В связи с авиакатастрофой под Ярославлем соболезнования выразили:
- президент Беларуси Александр Лукашенко[57],
- председатель Верховной рады Украины Владимир Литвин[58],
- президент Азербайджана Ильхам Алиев[59],
- президент Украины Виктор Янукович[60],
- президент Республики Польша Бронислав Коморовский[61],
- президент Туркменистана Гурбангулы Бердымухамедов[62].

Александр Лукашенко принял участие в вечере-реквиеме, состоявшемся 8 сентября в «Минск-Арене».
Соболезнования в связи с гибелью «Локомотива» выразили федерации хоккея Беларуси, Бельгии, Великобритании, Германии, Израиля, Федерация хоккея Казахстана, Федерация хоккея Италии, Канады, Федерация хоккея Латвии, Люксембурга, Мексики, Федерация хоккея Норвегии, Нидерландов, Федерация хоккея Польши, Румынии, Федерация хоккея Словакии, Федерация хоккея Турции, Украины, Федерация хоккея Чехии, Федерация хоккея Швеции и Эстонии. Национальная хоккейная лига (НХЛ) также выразила соболезнования. Также соболезнования в своих Twitter-аккаунтах выразили некоторые игроки НХЛ.
Соболезнования также выразили футбольные клубы российской Премьер-лиги и Первого дивизиона. Выразили соболезнования различные футбольные команды из Беларуси, Казахстана и Украины. Узбекский футбольный клуб «Пахтакор», основная команда которого 11 августа 1979 года потерпела авиакатастрофу, также выразил соболезнования. Английский клуб «Манчестер Юнайтед», команда которого 6 февраля 1958 года потерпела авиакатастрофу, также выразил свои соболезнования и направил письмо с ними в клуб. Федерация регби Украины выразила свои соболезнования, также было сообщено, что все мероприятия под эгидой этой организации 10 и 11 сентября начнутся минутой молчания.
С минуты молчания начались все матчи 23-го тура чемпионата России по футболу, который состоялся 10—12 сентября, а также 27-го тура Футбольной Национальной Лиги, состоявшегося 12 сентября. Футболисты играли в траурных повязках. Игроки сборных команд России по баскетболу и волейболу, выступавшие в эти дни на чемпионатах Европы, также вышли на матчи с чёрными повязками.
11 сентября в польском Вроцлаве минутой молчания почтили память погибших зрители и участники боя между Томашем Адемеком и Виталием Кличко.
Пилот команды Формулы-1 «Lotus-Renault» Виталий Петров в знак соболезнования выступил в специально изготовленном шлеме чёрного цвета на Гран-при Италии в Монце 11 сентября 2011 года.
Футболисты «Севильи» перед матчем 4-го тура чемпионата Испании с «Реал Сосьедадом» появились на поле в футболках с эмблемой ярославского «Локомотива» и нанесёнными на них словами поддержки в адрес родных погибших хоккеистов на русском языке: «Севилья скорбит вместе с русским народом».
В первом домашнем матче нового сезона НХЛ команды «Нью-Джерси Девилз» вместо традиционного предматчевого концерта была устроена акция памяти о «Локомотиве».
5 октября английский футбольный клуб «Портсмут» и клуб Российской Премьер-Лиги «Ростов» сыграли благотворительный матч, все денежные сборы пошли в фонд помощи семьям жертв трагедии. «Портсмут» выиграл со счётом 2:0.

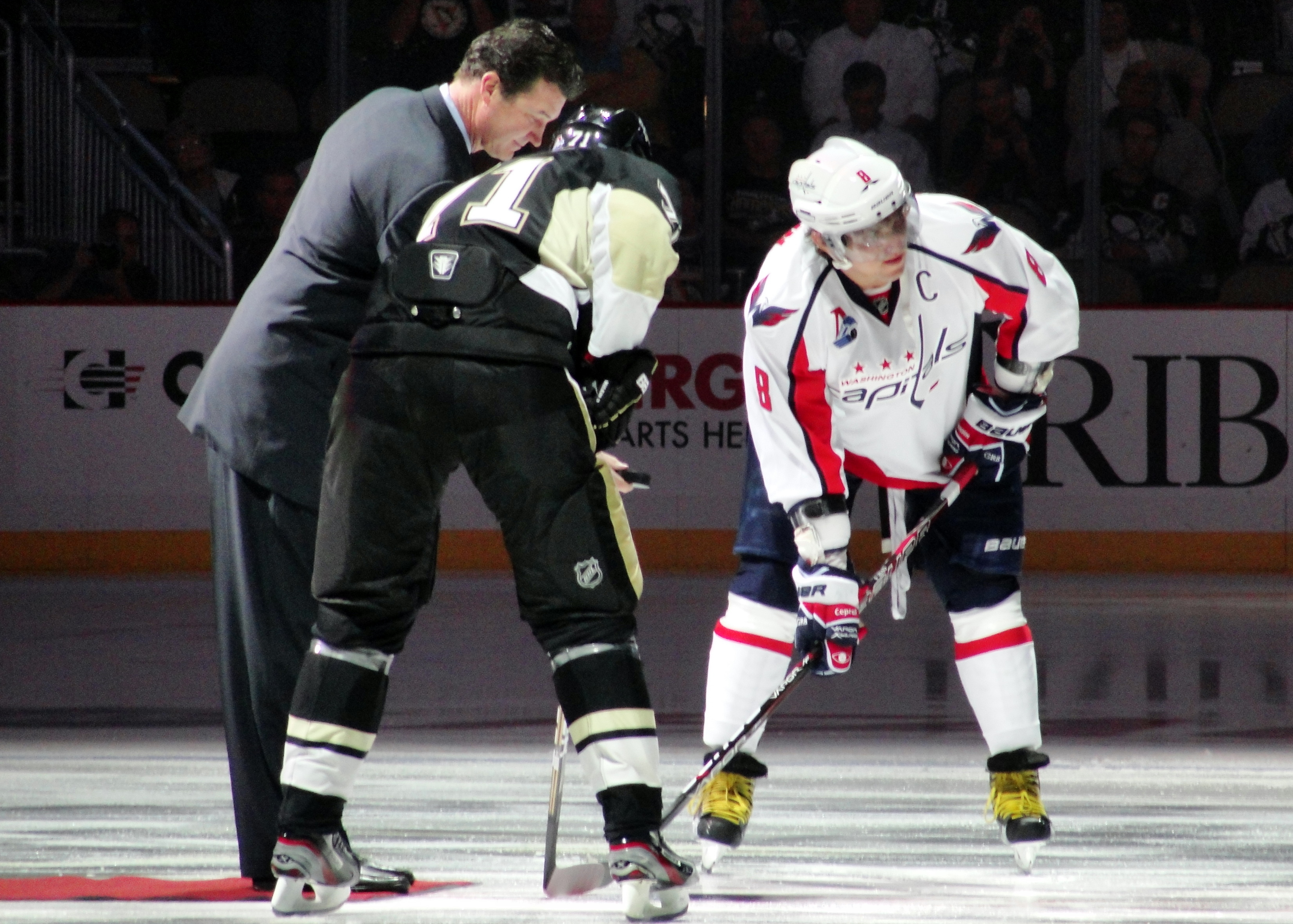
Евгений Малкин, Александр Овечкин и Марио Лемьё выполняют символическое вбрасывание перед матчем, посвящённым жертвам катастрофы

13 октября матч регулярного чемпионата НХЛ между «Вашингтон Кэпиталз» и «Питтсбург Пингвинз» был посвящён погибшим в авиакатастрофе. Перед стартом матча Александр Овечкин, Евгений Малкин и Марио Лемьё провели символическое вбрасывание. Игроки обеих команд выступали в свитерах с памятными нашивками, которые были проданы на благотворительном аукционе, также на матче продавались браслеты с надписью «Love for Lokomotiv». Все вырученные средства пошли на помощь семьям погибших.
16 октября, на 40-й день трагедии, на «Арене 2000» прошла церемония памяти, которую посетили около 6000 человек. В выступлении приняли участие Игорь Бутман, Юрий Башмет и другие музыканты; был зажжён огонь памяти, который «будет существовать в клубе и появляться перед каждым матчем».
9 ноября 2011 года состоялся благотворительный товарищеский матч памяти погибших в авиакатастрофе 7 сентября между ветеранами «Локомотива» и сборной «Звёзды России». Все билеты на матч были проданы уже в первый день продажи (при цене всего в 50 рублей). Вырученные средства были перечислены семьям жертв катастрофы.
31 января 2012 года хоккеисты «Калгари Флеймз» вышли на разминку перед матчем с «Детройт Ред Уингз», в майках с фамилией Маккриммон и номером 4.
8 марта 2012 года в «Пруденшал-центре» состоялся благотворительный матч, в котором «Нью-Джерси Девилз» принимал «Нью-Йорк Айлендерс». Часть средств, собранных с продажи билетов, пошла в фонд помощи семьям погибших; на матче присутствовали 14 573 человека, «Нью-Джерси» одержал победу со счётом 5:1.
После победы сборной России на чемпионате мира по хоккею 2012 года главный тренер Зинэтула Билялетдинов посвятил эту победу ярославскому «Локомотиву»:

— Свою подготовку к чемпионату мира мы начали с контрольных матчей в Ярославле… Думаю, будет правильно, если победу посвятим погибшим игрокам «Локомотива». В той катастрофе погибло много хороших ребят. И не только из нашей сборной…
— http://www.sovsport.ru/news/text-item/527961
Также об этом говорит и Александр Сёмин:

— Кому посвятите эту победу?
— Бесспорно, «Локомотиву». Тут даже не может быть сомнений.
— http://www.championat.com/hockey/article-124154-sjomin-kazhdogo-igroka-byvajut-vzljoty-i-padenija.html
На вопрос журналистов, кому будет посвящена победа, Евгений Малкин ответил:

— Ну, конечно же, «Локомотиву». Мы помним о ребятах, которые теперь не с нами, к сожалению. И, конечно, всей стране нашей.
— http://idvv.ru/articles/1578
Сборная Словакии, являвшаяся соперником сборной России в финале, также посвятила своё сенсационное выступление на чемпионате Паволу Демитре. После финальной игры игроки сборной Словакии надели футболки с фамилией Демитра и номером 38. Номер 38 в сборной навсегда закреплён за Паволом.

Памятник ярославскому «Локомотиву» в Екатеринбурге

3 сентября 2012 года в Екатеринбурге был открыт памятник игрокам ярославской команды. Он был установлен рядом с культурно-развлекательным комплексом «Уралец», где проводит свои домашние матчи местный хоккейный клуб «Автомобилист». Памятник представляет собой фигуру хоккеиста в форме «Локомотива» с номером «37» (количество погибших хоккеистов, тренеров и персонала клуба в катастрофе).
7 сентября 2012 года в Ярославле и других городах России прошли мероприятия, приуроченные к годовщине трагедии. Около 20 000 человек приняли участие в «Марше тишины» — траурном шествии от здания администрации Фрунзенского района Ярославля до «Арены-2000». В 16:00 (время падения самолёта) память погибших почтили минутой молчания, болельщики выпустили в небо 37 воздушных шаров. В тот же день были открыты мемориалы на Леонтьевском кладбище и на месте гибели команды, вечером в «Арене-2000» состоялся матч между сборными легенд хоккея СССР и Канады.
7 сентября 2013 года близ ярославского спортивного комплекса «Арена-2000» был открыт мемориал «Хоккейное братство». Авторы памятника — творческая группа в составе: дизайнеры Владимир Демьяненко и Владимир Кауров из Иванова и художник-монументалист Михаил Бекетов из Ярославля. 37 стальных клюшек сложены таким образом, что под одним углом представляют собой падающую птицу, а под другим — взлетающий самолёт. Мемориал был исполнен на предприятии «Arnold AG» (Германия). Напротив мемориала на стене левого крыла «Арены-2000» установлена доска с фотографиями 37 погибших игроков и тренерского штаба «Локомотива» с подписью «Наша команда навсегда…».
23 мая 2025 года команда «Локомотива» привезла завоёванный впервые после трагедии Кубок Гагарина к мемориалу в Туношне, посвятив свою победу погибшим.

## Ущерб и страховые выплаты
Основной объём страховых выплат по катастрофе пришёлся на страховую компанию «Лексгарант», в которой на сумму приблизительно $ 1 000 000 было застраховано каско воздушного судна и ответственность авиаперевозчика, сумма выплат по каждому погибшему пассажиру составила 2 000 000 рублей. Эти риски компании «Лексгарант» были перестрахованы в перестраховочных компаниях «Юнити Ре» и «Транссиб Ре» (ответственность авиаперевозчика), а также в «ВСПК» (каско воздушного судна). Все хоккеисты команды «Локомотив» были застрахованы от несчастного случая в страховой компании «СОГАЗ» в рамках страхования для всех команд КХЛ, страховая сумма для каждого хоккеиста зависела от величины его контракта, общая сумма выплат компании «СОГАЗ» превысила 90 500 000 рублей. Дополнительное страхование от несчастного случая игроков этой команды проводилось в страховой компании «УралСиб», страховая сумма составляла 100 000 рублей на человека. Отдельные иски к авиакомпании со стороны родственников погибших хоккеистов достигали 14 000 000 рублей.

## Расследование

### Расшифровка переговоров
Сокращения
- КВС: Командир воздушного судна — Андрей Анатольевич Соломенцев
- 2П: Второй пилот — Игорь Константинович Жевелов
- БМ: Бортмеханик — Сергей Валерьевич Журавлёв
- Э: Кто-то из экипажа
- (нрзб) — неразборчиво

Расшифровка
| Время (UTC) |                                                                                                |                                                                                                |
| ----------- | ---------------------------------------------------------------------------------------------- | ---------------------------------------------------------------------------------------------- |
| 11:51:32    | 2П                                                                                             | Сколько тебе? Девять?                                                                          |
| 11:51:35    | КВС                                                                                            | Восьмёрку, наверное.                                                                           |
| 11:51:36    | 2П                                                                                             | Восемь с половиной.                                                                            |
| 11:55:02    | 2П                                                                                             | Справа впереди свободно, разрешение получено.                                                  |
| 11:55:06    | 2П                                                                                             | Так, а чё, поехали, на номинале взлетим, да?                                                   |
| 11:58:18    | Второй пилот получает разрешение на взлёт. Самолёт выруливает на взлётную полосу               | Второй пилот получает разрешение на взлёт. Самолёт выруливает на взлётную полосу               |
| 11:58:36    | Начало движения по взлётной полосе                                                             | Начало движения по взлётной полосе                                                             |
| 11:58:37    | КВС                                                                                            | 74… 76.                                                                                        |
| 11:58:40    | БМ                                                                                             | 74… 76… Режим.                                                                                 |
| 11:58:41    | КВС                                                                                            | Время, фары.                                                                                   |
| 11:58:42    | БМ                                                                                             | Фары, время.                                                                                   |
| 11:58:42    | КВС                                                                                            | Экипаж, взлетаем. Рубеж — 190.                                                                 |
| 11:58:44    | Э                                                                                              | Надо рубеж 200.                                                                                |
| 11:58:46    | КВС                                                                                            | Взлёт 200.                                                                                     |
| 11:58:48    | Э                                                                                              | Раз… Два…                                                                                      |
| 11:58:53    | КВС                                                                                            | Три… Четыре… Пять… Номинал.                                                                    |
| 11:58:58    | БМ                                                                                             | На номинальном.                                                                                |
| 11:58:59    | БМ                                                                                             | Скорость растёт. Параметры в норме. 130… 150… 170… 190…                                        |
| 11:59:21    | На записи отчётливо слышен увеличивающийся шум от стука передней стойки шасси                  | На записи отчётливо слышен увеличивающийся шум от стука передней стойки шасси                  |
| 11:59:24    | Э                                                                                              | Поднимайте.                                                                                    |
| 11:59:27    | БМ                                                                                             | 210.                                                                                           |
| 11:59:28    | КВС                                                                                            | Взлётный.                                                                                      |
| 11:59:31    | БМ                                                                                             | 220… 230.                                                                                      |
| 11:59:37    | 2П                                                                                             | Мы мало, наверное, стабилизатор развернули.                                                    |
| 11:59:41    | КВС                                                                                            | Взлётный! Взлётный!                                                                            |
| 11:59:41    | БМ                                                                                             | 250.                                                                                           |
| 11:59:42    | КВС                                                                                            | Взлётный! Стабилизатор!                                                                        |
| 11:59:45    | Самолёт выкатывается за пределы взлётной полосы                                                | Самолёт выкатывается за пределы взлётной полосы                                                |
| 11:59:47    | Командир отводит штурвал от себя, чем прижимает нос самолёта к земле. Скорость начинает падать | Командир отводит штурвал от себя, чем прижимает нос самолёта к земле. Скорость начинает падать |
| 11:59:47    | 2П                                                                                             | Чё ты делаешь-то?!                                                                             |
| 11:59:48    | КВС                                                                                            | Взлётный, бл…ь!!!                                                                              |
| 11:59:49    | 2П                                                                                             | На х…й ты!                                                                                     |
| 11:59:52    | Отрыв от земли. Звучит сигнал тревоги                                                          | Отрыв от земли. Звучит сигнал тревоги                                                          |
| 11:59:54    | Первый звук удара.                                                                             | Первый звук удара.                                                                             |
| 11:59:55    | КВС                                                                                            | Бл…ь!!!                                                                                        |
| 11:59:56    | 2П                                                                                             | Андрюха! Андрюха!                                                                              |
| 11:59:57    | КВС                                                                                            | Всё! Пи…дец!                                                                                   |
| 11:59:58    | Второй звук удара.                                                                             | Второй звук удара.                                                                             |
| 11:59:59    | Конец записи.                                                                                  | Конец записи.                                                                                  |

### Официальное расследование
По факту катастрофы было возбуждено уголовное дело по ч. 3 ст. 263 УК РФ. Следствием рассматривались версии о технической неисправности самолёта и ошибке пилотов.
На месте катастрофы началась работа по выкладыванию силуэта самолёта из обломков. Бортовые самописцы борта RA-42434 вечером 8 сентября были доставлены в Москву в лабораторию Межгосударственного авиационного комитета.
9 сентября заместитель министра транспорта РФ Валерий Окулов заявил, что версия о недостаточной длине взлётной полосы признана несостоятельной. Также не нашло подтверждения предположение о том, что стабилизатор самолёта не был установлен во взлётное положение.
10 сентября специалисты Росавиации вынесли заключение о соответствии нормативным требованиям авиакеросина, которым был заправлен самолёт.
14 сентября МАК рекомендовал авиакомпаниям, эксплуатирующим самолёты Як-42, провести занятия с лётным составом по правильному положению ног на педалях на различных этапах полёта, а также по порядку регулировки пилотских сидений.
17 сентября МАК сообщил:
- Экипаж Як-42 выполнял взлёт самолёта на номинальном режиме работы двигателей; до скорости 165 км/ч темп разгона самолёта соответствовал фактической тяге двигателей.
- Подъём носового колеса был начат на скорости около 185 км/ч. Руль высоты был отклонён на кабрирование до значений 9-10° (примерно половина хода), однако роста угла тангажа не произошло. Через 6 секунд двигателям был установлен взлётный режим работы.
- Несмотря на выход двигателей на взлётный режим, темп роста скорости существенно замедлился, что может быть объяснено появлением дополнительной силы торможения. Сохранившиеся элементы тормозной системы самолёта направлены на исследование в специализированный институт.
- Максимальная скорость, которой достиг самолёт, составляет примерно 230 км/ч; несмотря на сохранявшееся отклонение руля высоты на кабрирование, отрыва самолёта на ВПП не произошло. Комиссия отрабатывает все возможные версии появления дополнительной силы торможения на разбеге и причин, по которым самолёт не смог своевременно произвести отрыв от ВПП.

22 сентября выживший в катастрофе наземный инженер по авиационному и радиоэлектронному оборудованию Александр Сизов был допрошен заместителем председателя МАКа по расследованию авиационных происшествий, заслуженным пилотом СССР Георгием Ячменёвым. По словам Александра Сизова, никаких замечаний к работе авиатехники ни при подготовке к полёту, ни в ходе взлёта не было. Сизов отметил, что не видел, кто управлял самолётом во время взлёта. Момент самой катастрофы Сизов не запомнил, он помнит лишь, как лайнер взлетал, а в следующий момент очнулся в воде, которая пылала — загорелся разлившийся керосин.
По показаниям Сизова МАК уточнил фактическое размещение пассажиров и багажа: в переднем салоне находился руководящий состав команды и тренеры, команда находилась во втором салоне, основная масса багажа была загружена в задний багажник. Это исключает версию о том, что самолёт не смог штатно взлететь по причине смещения центровки (из-за того, что основная часть пассажиров якобы находилась в переднем салоне).

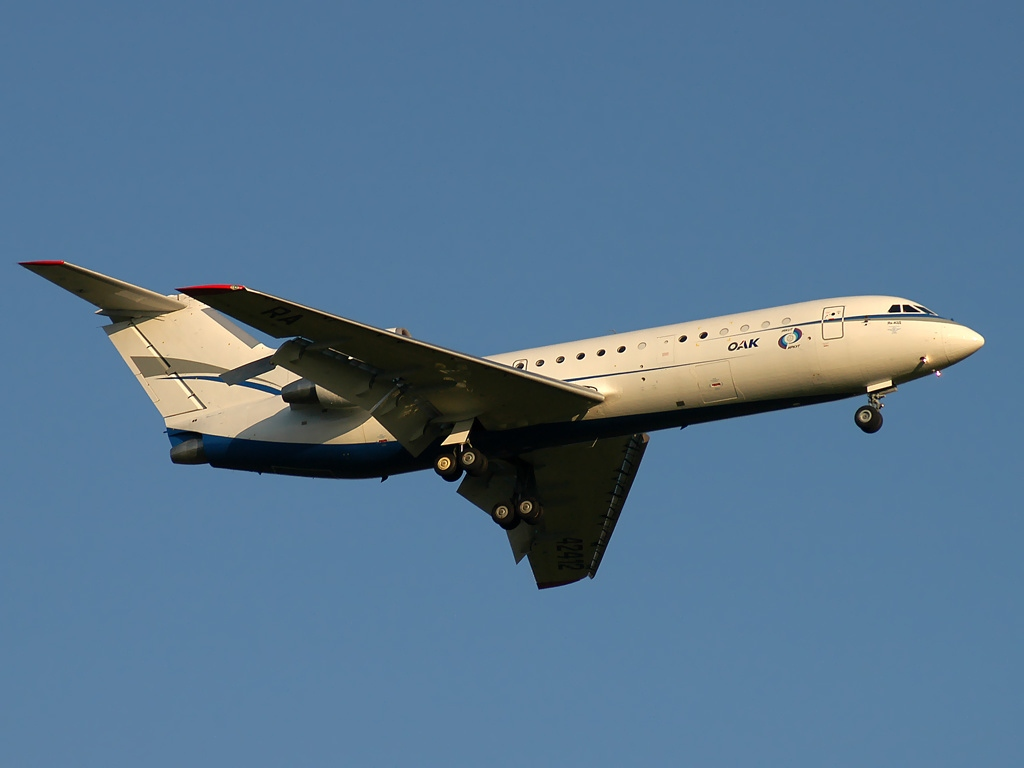
Як-42Д борт RA-42412, участвовавший в реконструкции взлёта рейса AKY 9633

7 октября МАК сообщил, что в соответствии с решением Технической комиссии Межгосударственного авиационного комитета по расследованию катастрофы самолёта Як-42Д с бортовым номером RA-42434 ЗАО «Авиационная компания „Як Сервис“», специалистами ОАО «Корпорация Иркут», ОАО «ОКБ им. А. С. Яковлева», ФГУП «ЛИИ им. М. М. Громова» и ГосНИИ ГА подготовлена, согласована и утверждена программа натурного эксперимента для реконструкции аварийного взлёта рейса AKY 9633 7 сентября 2011 года, который будет проводиться на базе ЛИИ им. М. М. Громова (аэропорт Раменское) на самолёте Як-42 борт RA-42412. Планируется выполнить штатный взлёт с повторением действий экипажа в аварийном полёте, но без создания дополнительной тормозящей силы. Далее будет выполнен ряд прерванных взлётов для оценки соответствия результатов математического моделирования по возникновению дополнительной тормозящей силы на различных этапах разбега самолёта и оценки её влияния на создание пикирующего момента, препятствующего поднятию носового колёса и достижению взлётного угла тангажа, то есть условий взлёта воздушного судна. При наличии благоприятных погодных условий (сухая погода со слабым ветром) эксперименты планируется начать с 10 октября 2011 года.
10 октября был выполнен первый полёт в ходе лётных исследований с целью воспроизведения фактических действий экипажа в аварийном полёте, но без воздействия на самолёт дополнительной тормозящей силы. Специалисты приступили к первоначальной обработке зафиксированных данных средств объективного контроля для сравнения испытательного и аварийного полётов.
21 октября МАК сообщил:
- закончены специальные исследования системы торможения и авиашин; отказов в работе этих агрегатов не выявлено;
- завершены обработка и анализ средств объективного контроля;
- проведено математическое моделирование аварийного полёта;
- закончен лётный эксперимент на базе ЛИИ, который подтвердил результаты математического моделирования аварийного полёта;
- проанализирована документация по авиакомпании «Як Сервис»;
- проведён анализ авиационных происшествий с самолётами Як-42 за весь период их эксплуатации; по имеющимся данным, катастроф, связанных с эргономикой кабины, не было[4].

### Окончательный отчёт расследования
2 ноября 2012 года МАК опубликовал окончательный отчёт расследования катастрофы под Ярославлем, а также провёл пресс-конференцию с разъяснением и комментарием деталей авиапроисшествия.
Согласно выводам комиссии, непосредственной причиной катастрофы явились ошибочные действия командира воздушного судна или второго пилота (доподлинно установить не удалось), непроизвольно нажимавшего на тормозные педали во время разбега. Это привело к возникновению пикирующего момента, не позволившего самолёту в нужное время поднять носовое колесо и начать отрыв от ВПП. Несмотря на нештатную ситуацию, экипаж не предпринял попытку прекратить взлёт, а продолжил набирать скорость, установив взлётный режим работы двигателя, и увеличивать угол руля высоты, пытаясь поднять судно в воздух. В результате самолёт выкатился за пределы ВПП на 450 метров и оторвался от земли только после того, как угол отклонения руля высоты составил около 13° (в два раза больше, чем при штатном взлёте), а стабилизатор был переведён в положение 10°. Из отчёта по результатам лётных экспериментов следует, что в момент отрыва усилие, прилагаемое к штурвальной колонке, могло доходить до 70 кгс, и для создания такого усилия пилотам требовалось ещё сильнее упираться ногами в педали тормозов. После отрыва от земли пикирующий момент исчез, самолёт вышел на закритические углы атаки (увеличение угла тангажа с 7° до 19° за 2 секунды), поднялся на высоту 5—6 метров и начал сваливаться влево. Столкновение с землёй произошло через 120 метров практически по продолженной оси ВПП.
Также МАК отмечает, что в организме второго пилота были найдены следы фенобарбитала, оказывающего тормозящее действие на центральную нервную систему. Пилоты, принимающие данный препарат, к лётной работе не допускаются. Кроме того, из медицинской документации следует, что у второго пилота развивался
полинейропатический синдром, который проявляется в нарушении координации ног и контроля их пространственного положения. Выполнение полётов при этом заболевании также запрещено.
МАК выделяет следующие факторы, способствовавшие катастрофе:
- Серьёзные недостатки в переучивании членов экипажа на самолёт Як-42, которое было выполнено не в полном объёме и с большими перерывами. Это привело к негативному опыту переноса навыков при пилотировании самолётов Як-40 на Як-42, выразившемуся в ошибочном расположении ног на педалях.
- Отсутствие контроля со стороны командно-лётного состава авиакомпании за фактическим уровнем подготовки экипажа. Авиакомпания ЗАО «Як Сервис» фактически представляла собой только формальное юридическое лицо, в котором отсутствовала система безопасности полётов. Этому способствовало формальное проведение инспекционных проверок авиакомпании, проведённых комиссиями ООО Центр сертификации эксплуатантов ГА «Аэростандарт» и межрегионального территориального Управления воздушного транспорта Центральных районов Росавиации в 2010 и 2011 годах.
- Ошибки и невыполнение технологических процедур, допущенные экипажем при подготовке и расчёте параметров взлёта, а также в процессе разбега. В частности, было неправильно названо значение скорости принятия решения (190 км/ч вместо 210 км/ч). Также не были рассчитаны взлётный вес, центровка, потребная дистанция взлёта.
- Несогласованные, нескоординированные действия экипажа в заключительной фазе разбега. В момент схода самолёта с ВПП и перекладки стабилизатора в положение ~10 градусов КВС, вероятно, попытался прекратить взлёт, отклонив колонку штурвала «от себя», но после фразы второго пилота: «Чё ты делаешь-то?!» вернул штурвал в прежнее положение. Почти в это же время бортмеханик, вероятно, отреагировав на действия КВС, но без его команды убрал все РУДы на «малый газ», но тут же одновременно последовала реакция второго пилота: «На х… ты!» и команда КВС «Взлётный», и РУДы были возвращены в прежнее положение. Однако из-за приёмистости двигателей взлётные обороты восстановились только через 6 секунд. Всё это привело к снижению скорости. МАК отмечает, что действия второго пилота не соответствовали его фактическим должностным обязанностям. По сути, в экипаже присутствовало два лидера, при этом авторитет второго пилота был выше.

По данным окончательного отчёта МАК, расследование было завершено 24 февраля 2012 года, но при этом сам отчёт был опубликован на официальном сайте ведомства только 2 ноября 2012 года.
Родственники погибших пилотов попытались оспорить в суде выводы МАК, однако Замоскворецкий суд Москвы отказался принять иск на том основании, что действия МАК как международной организации не подсудны российскому суду. Позднее Мосгорсуд признал данное решение законным. В Верховный суд РФ адвокатами было подано заявление о признании незаконными и недействующими Указа Президента РФ от 05.05.1992 № 439, Постановления Правительства РФ от 23.04.1994 № 367 и от 07.04.1995 № 316, Соглашения между Правительством РФ и МАК об условиях его пребывания на территории РФ от 20.10.1995. Также были поданы иски в Европейский суд по правам человека (ЕСПЧ), Конституционный суд РФ и Международную организацию гражданской авиации (ИКАО).
7 октября 2014 года обвинение в совершении преступления, предусмотренного ч. 3 ст. 263 УК РФ (нарушение правил эксплуатации воздушного транспорта с тяжкими последствиями), было предъявлено бывшему заместителю генерального директора по организации лётной работы авиакомпании «Як-Сервис» Вадиму Тимофееву. При этом назначенная Следственным комитетом судебно-медицинская экспертиза сделала вывод о нормальной работоспособности конечностей второго пилота рейса 9633, фактически опровергнув данные комиссии МАК. 24 сентября 2015 года Дзержинский районный суд Ярославля признал Тимофеева виновным в совершении преступления, предусмотренного ч. 3 ст. 263 УК РФ, приговорил к 5 годам лишения свободы и амнистировал его в связи с 70-летием Победы в Великой Отечественной войне. Суд в приговоре согласился с выводами МАК, подсудимый не признал свою вину.
Расследование основного уголовного дела Следственного комитета по факту катастрофы в отношении погибшего экипажа Як-42 по состоянию на 2015 год продолжалось. В ноябре 2017 года уголовное дело по факту катастрофы было прекращено, Следственный комитет согласился с выводами технической комиссии о вине пилотов самолёта и закрыл дело в связи с их гибелью.

### Неофициальные версии
В первые часы после катастрофы рядом СМИ была выдвинута версия о том, что на экипаж самолёта оказывалось принуждение к скорейшему взлёту из-за наплыва высоких гостей на Мировой политический форум-2011. Эта версия была опровергнута видеореконструкцией МАК на пресс-конференции 2 ноября 2011 года.
Первоначально в качестве возможной причины катастрофы в СМИ называлась техническая неисправность.
14 сентября 2011 года в газете «Московский комсомолец» появилась неподтверждённая информация, что члены экипажа рейса 9633 забыли отключить стояночный тормоз самолёта перед выполнением взлёта и именно это явилось причиной катастрофы. В тот же день она была опровергнута Минтрансом на основании того, что следы торможения на ВПП отсутствовали. Позднее уже эта информация была опровергнута источником, близким к ходу расследования. Более того, в прессе даже появились фотографии тормозного следа длиной всего 100 метров.
15 сентября новостная передача «Вести» опубликовала неофициальную расшифровку последней минуты переговоров экипажа, которая говорит о том, что взлёт осуществлялся при номинальном (что допустимо при большой длине ВПП), а не при взлётном режиме работы двигателей самолёта.
17 сентября МАК опубликовал на своём сайте следующее заявление:

В связи с появляющимися в средствах массовой информации многочисленными «версиями» о причинах авиационного происшествия с самолётом Як-42Д RA-42434, со ссылкой на близких к расследованию «экспертов», Техническая комиссия Межгосударственного авиационного комитета заявляет, что официальная информация о расследовании содержится только на Интернет-сайте МАК. Ссылки на любые другие источники, публикация неофициальных материалов и «тиражирование» различных версий о причинах происшествия противоречат морально-этическим нормам, международным и российским правилам расследования авиационных происшествий.
— из сообщения МАК от 17 сентября 2011 года
По мнению лётчика-испытателя Магомеда Толбоева, опубликованному «Life News» 20 сентября, причиной катастрофы могли стать разногласия между КВС и вторым пилотом. Он предположил, что один из них пытался тормозить, а другой — взлететь. 11 октября газета «Коммерсантъ» со ссылкой на участников расследования сообщила, что в ЛИИ (подмосковный аэродром Раменское) МАК проводит лётные эксперименты с аналогичным самолётом с целью подтверждения этой версии.
14 октября ряд СМИ опубликовал интервью с Василием Севастьяновым, лётчиком-испытателем ОКБ имени Яковлева, участником лётных экспериментов в ЛИИ. По его словам: «некая тормозящая сила при положении штурвала „на себя“ в положении 10 градусов не давала увеличить угол атаки, который должен был составлять около 10-12 градусов для нормального взлёта. После того как эта тормозящая сила исчезла, ничто не препятствовало увеличению угла тангажа». Самолёт вышел на закритический угол атаки (больше 19° в этой конфигурации), что привело к сваливанию. Установить, действительно ли перед катастрофой у самолёта работали тормоза, трудно, так как бортовые самописцы это не фиксируют. Однако следы торможения на ВПП аэропорта Туношна не были найдены.
18 октября по сведениям газеты «Коммерсантъ» специалисты Лётно-испытательного института имени М. М. Громова произвели два заключительных испытательных эксперимента, на основе которых будут подготовлены выводы о причинах катастрофы. В ходе одного из них были воспроизведены все параметры взлёта Як-42 борт RA-42434 7 сентября 2011 года. Ранее специалисты предположили, что для отклонения руля высоты на 13° (максимальный угол отклонения руля высоты разбившегося самолёта во время разбега) требуется слишком большое усилие и дополнительная опора, которой могли служить педали тормозов. Однако не все специалисты согласились с этой точкой зрения. Поэтому целью данных экспериментов было установить величину усилия, прилагаемого к штурвальной колонке, при разных углах отклонения руля высоты. Для этого на штурвальную колонку был установлен динамометр. В ходе эксперимента было установлено, что для удержания руля высоты в положении 13° требуется усилие в 64 килограмма. По словам испытателей, обеспечить этот угол, не упираясь в педали тормозов, они не смогли. Тем не менее, некоторые эксперты опровергают выводы лётчиков-испытателей; в частности, прозвучало заявление, «что колёса самолёта и резина на них целы», при том, что на фотографии видно обратное.
Генеральный директор авиакомпании «Ямал» Василий Крюк заявил, что считает причиной катастрофы предельную переднюю центровку из-за нарушения правил загрузки багажа.

## Культурные аспекты
- Авиакатастрофа под Ярославлем показана в 12 сезоне канадского документального телесериала Расследования авиакатастроф в серии Трагедия «Локомотива» (английское название — Lokomotiv Hockey Team Disaster)[170]. При этом в серии бортмехаником кабинного экипажа назван Владимир Матюшкин, а не Сергей Журавлёв.[значимость факта?]
- 9 сентября 2021 года, в десятую годовщину катастрофы, на экраны вышел фильм «Небесная команда», рассказывающий о хоккейной команде «Локомотив (Ярославль)» и её болельщиках, становящихся свидетелями важных и трагических страниц в жизни команды.